# Пикис, Ясонас
Я́сонас Пики́с (греч. Ιάσωνας Πικής; род. 11 ноября 2000, Ларнака) — кипрский футболист, нападающий клуба «Неа Саламина» и молодёжной сборной Кипра.

## Клубная карьера
Является воспитанником футбольного клуба «Неа Саламина», с которым он подписал первый профессиональный контракт в 2017 году. Дебютировал в кипрском Дивизионе А 21 мая в матче с «Доксой». Пикис вышел на поле 83-й минуте вместо Димитра Макриева. Это был его первый и единственный матч в сезоне.
20 июля 2019 года для получения игровой практики отправился в годичную аренду в клуб второго дивизиона — «Ксилотимбу». По окончании аренды вернулся в «Неа Саламину». 17 августа 2020 года подписал с клубом новое контрактное соглашение, рассчитанное на три года.

## Карьера в сборной
Выступал за юношеские и молодёжные сборные Кипра. 9 августа 2016 года дебютировал за юношескую сборную до 17 лет в товарищеском матче с Фарерами. Затем принимал участие в отборочном турнире к юношескому чемпионату Европы в Хорватии.
4 сентября 2020 года дебютировал за молодёжную сборную в матче с португальцами в рамках отборочного турнира к молодёжному чемпионату Европы. Пикис появился на поле на 75-й минуте, заменив Андреаса Кацантониса.

## Статистика выступлений

### Клубная статистика
| Выступление      | Выступление      | Выступление      | Лига | Лига | Кубки | Кубки | Конт.кубки | Конт.кубки | Итого | Итого |
| Клуб             | Лига             | Сезон            | Игры | Голы | Игры  | Голы  | Игры       | Голы       | Игры  | Голы  |
| ---------------- | ---------------- | ---------------- | ---- | ---- | ----- | ----- | ---------- | ---------- | ----- | ----- |
| Неа Саламина     | Дивизион А       | 2016/17          | 1    | 0    | 0     | 0     | 0          | 0          | 1     | 0     |
| Неа Саламина     | Дивизион А       | 2017/18          | 2    | 0    | 0     | 0     | 0          | 0          | 2     | 0     |
| Неа Саламина     | Дивизион А       | 2018/19          | 4    | 0    | 0     | 0     | 0          | 0          | 4     | 0     |
| Неа Саламина     | Дивизион А       | 2019/20          | 0    | 0    | 0     | 0     | 0          | 0          | 0     | 0     |
| Неа Саламина     | Дивизион А       | 2020/21          | 1    | 0    | 0     | 0     | 0          | 0          | 1     | 0     |
| Неа Саламина     | Итого            | Итого            | 8    | 0    | 0     | 0     | 0          | 0          | 8     | 0     |
| Всего за карьеру | Всего за карьеру | Всего за карьеру | 8    | 0    | 0     | 0     | 0          | 0          | 8     | 0     |